# Eda Nemoede Casterton
Eda Nemoede Casterton (14 de abril de 1877 - 15 de noviembre de 1969) fue una pintora estadounidense conocida fundamentalmente por sus retratos en miniatura en acuarela, pasteles y óleo. Expuso obras en el Salón de París y la Exposición Internacional San Francisco Panamá-Pacífico de 1915, entre otros. Su trabajo puede verse en el Smithsonian American Art Museum y el Brooklyn Museum.

## Biografía
Eda Wilhelmina Nemoede nació en Brillion, Wisconsin el 14 de abril de 1877 de Edward Carl Ludwig Nemoede, un fabricante de arneses, y Maria Georgina Bastian de ascendencia alemana. Tuvieron 11 hijos, ocho de los cuales llegaron a la edad adulta. Sus hermanos eran Bertha, 16 años mayor que ella; Inés; Rudolph; Anna; Hattie; Germán; y Alma Caroline.
En contra de los deseos de su maestra y su familia, pintaba en las paredes de su escuela cuando era niña. Quería convertirse en artista. Según los deseos de sus padres, estudió para convertirse en taquígrafa y luego trabajó para el abogado Peter Martineau como secretaria. Tras la muerte de su padre el 6 de marzo de 1895 en Oconto, Wisconsin, Casterton vivió en Chicago con su madre y sus hermanas Hattie y Alma Caroline. trabajando como taquígrafa.
En 1910, Casterton trabajó en Chicago como artista y apoyó a su madre y sobrinas, Eda L. y Alta V. Nemoede.
El 29 de junio de 1911, Eda Nemoede se casó con William John Casterton en Chicago. Su primera hija, Jane, nació en 1912. Su madre, Mary Nemoede, murió el 8 de diciembre de 1914. Su segunda hija, Virginia, nació en febrero de 1917. Casterton era un científico cristiano.
William Casterton murió el 9 de febrero de 1948 en Evanston, Illinois. En 1952, se mudó a Missoula, Montana, donde trabajó como artista y vivió con su hermana. Murió el 15 de noviembre de 1969 en Palos Verdes Estates, California, a los 92 años.

## Educación

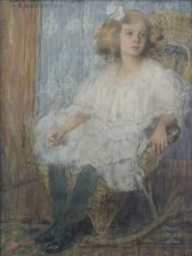
Eda Nemoede Casterton, Mae Olson, acuarela sobre marfil, 1906, Museo de Brooklyn

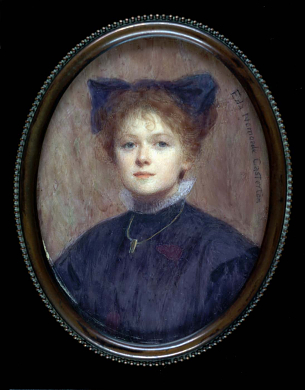
Eda Nemoede Casterton, Miss Goss, acuarela sobre marfil, c. 1912, Museo Smithsonian de Arte Americano

Nemoede estudió en la Escuela de Bellas Artes de Minneapolis, en Minnesota. Mientras trabajaba como taquígrafa, pasaba sus horas de almuerzo en la Escuela del Instituto de Arte de Chicago, donde estudió con Virginia Richmond Reynolds, considerada la pintora estadounidense en miniatura más exitosa de la época. Sobre pintar miniaturas, Casterton decía que eran "pequeños cuadros pintados a lo grande".
Después de comenzar a trabajar como artista, tomó más clases y trabajó con su maestra en obras de arte que le habían encargado. En Francia, Casterton estudió con Henry Salem Hubbell y expuso sus obras en el Salón de París, donde recibió una mención de honor en 1905.

## Carrera profesional

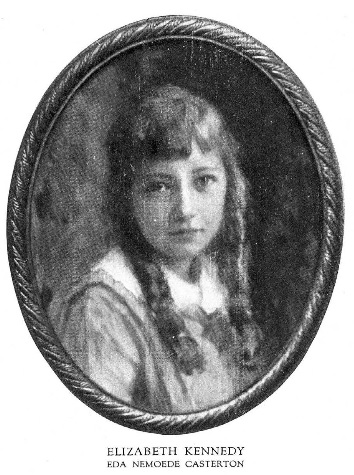
Eda Nemoede Casterton, Elizabeth Kennedy, retrato en miniatura, fotografía en blanco y negro, mostrado en la exposición de 1918 de la Sociedad de Pintores en Miniatura de Chicago, Instituto de Arte de Chicago

### Artista e instructora
Comenzó pintando acuarela en finas láminas de marfil, como los retratos de Miss Goss y Little Girl. Un artículo en el Chicago Chronicle, fechado el 21 de junio de 1903, decía: "Eda Nemoede podría convertirse en una de las más grandes pintoras en miniatura de Estados Unidos y aquellos que han visto su trabajo la elogian sin reservas". Su trabajo fue descrito, "Cada uno es un retrato bien realizado, fuertemente modelado, cuidadosamente detallado. Fueron elogiados por su evocación poética del estado de ánimo, así como por su fidelidad a la semejanza física. Los tonos de piel son claros y delicados "en el artículo When Small is Big.
Le gustaba pintar niños, habiendo dicho "Quiero pintar niños bajo el sol, niñas al aire libre con el pelo al viento y el cielo azul profundo en los ojos".
Expuso varios retratos y formó parte del Comité de Arte del Instituto de Arte anual de Chicago en 1907. Casterton regresó de París en 1908 y comenzó a enseñar en el Instituto de Arte de Chicago.

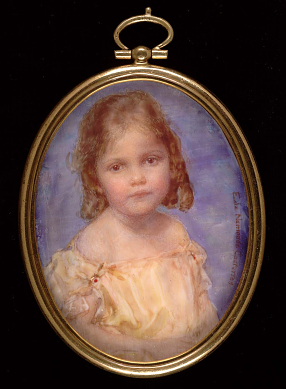
Eda Nemoede Casterton, Niña, acuarela sobre marfil, 1920, Smithsonian American Art Museum. Esta puede haber sido la pintura de una niña con un vestido de hombros descubiertos titulada Mary Beth que se exhibió en Brooklyn en 1926.

Después de casarse, Casterton hizo obras de arte al óleo o pastel, así como miniaturas en acuarela. En 1913, exhibió un retrato de su hija, Jane, en la exposición anual del Art Institute of Chicago. Expuso a Mae Olson (1906) en el Museo de Arte de la Ciudad de St. Louis en 1916. Expuso cuatro retratos en miniatura en la exposición de 1918 para la Sociedad de Pintores en Miniatura de Chicago, incluida Elizabeth Kennedy.
A pesar de que las pinturas en miniatura se volvieron menos populares, fue una artista de éxito y recibió reconocimiento internacional. Comenzó a hacer retratos a tamaño ordinariez en la década de 1920, incluso después de haber modelado un retrato de un teniente del ejército de los EE. UU. durante la presidencia de Thomas Jefferson. Expuso sus obras en exposiciones individuales y colectivas.
Sus obras están en manos de la Institución Smithsonian, el Museo de Brooklyn y la Asociación de Arte John H. Vanderpoel.

### Premios y reconocimientos
Casterton recibió una Mención de Honor en la Unión Internacional de Arte (París) en 1907 y 1908, recibió una Medalla de Plata en la Exposición Internacional Panamá-Pacífico de 1915, y una Medalla de Bronce en la Exposición Sesqui-Centenario en Filadelfia de 1926.
Casterton fue miembro de la Sociedad Estadounidense de Pintores en Miniatura, Real Sociedad Británica de Pintores en Miniatura, Real Sociedad de Pintores en Miniatura y las Sociedades de Pintores en Miniatura de Pensilvania. En 1914 fue vicepresidenta de las Sociedades de Pintores en Miniatura de Chicago. Entre 1949 y 1951 recibió premios en la League of the American Pen Women Exhibitions.